# 藤本幸邦
藤本 幸邦（ふじもと こうほう、1910年8月29日 - 2009年12月4日）は、曹洞宗の僧、福祉事業家。
長野県長野市出身。曹洞宗円福寺住職。駒澤大学仏教学科卒。渡辺薫美に師事。戦後、長野市篠ノ井地区に篠ノ井文化協会を設立し、劇団「たんぽゝ」などの文化活動を始める。1948年養護施設円福寺愛育園を設立、「一寺院一孤児」を提唱する。曹洞宗大本山布教師、同北信越管区教化センター統括。アジア難民救済事業も行いカンボジアに小学校校舎を寄付した。1984年仏教伝道文化賞受賞。

## 著書
- 『世界につくせ日本人 藤本幸邦講演録』世界法民太陽学園 1978
- 『おっしゃん 愛育園物語』パンタカ 1988
- 『おっしゃんの茶話』ぱんたか 1990
- 『おっしゃんが証明した「実行の哲学」』ぱんたか 1992
- 『通仏教現代法話宝蔵』ぱんたか 1994
- 『生きてゆくのがつらくなったとき』産能大学出版部 1995
- 『心に美しい花を咲かせる人 おっしゃんの法話集』ぱんたか 2008

英訳
- 『愛の前に敵はない』牧かずみ編・英訳 オフィスエム 2007

## 注
1. ↑  日本人名大辞典
2. ↑  『現代日本人名録』